# مقاطعة كرمان
مقاطعة كرمان (بالفارسية: شهرستان کرمان) هي إحدى مقاطعات محافظة كرمان في إيران. عاصمة المقاطعة هي كرمان. حسب تعداد 2006، بلغ عدد السكان 654,052 نسمة في 166,740 عائلة.

## أعلام
- زهرة نعمتي